# Furadouro
Furadouro is een plaats (freguesia) in de Portugese gemeente Condeixa-a-Nova en telt 223 inwoners (2001).